# Liste von Militärs/W

## Wa
- Wackerbarth, August Christoph von (1662–1734), 1730 sächsischer Generalfeldmarschall
- Wachsmuth, Karl-Heinz (1918–1998), deutscher Brigadegeneral des Heeres der Bundeswehr, Unterabteilungsleiter im Bundesnachrichtendienst
- Wade, George (1673–1748), britischer Feldmarschall; 1745–48 Oberbefehlshaber der britischen Armee
- Wahl, Joachim Christian Graf von (um 1590–1644), bayerischer Generalfeldmarschall
- Wahlen-Jürgass, Kurt von (1862–1935), preußischer Generalmajor
- Wainwright, Jonathan Mayhew (1883–1953), General der amerikanischen Armee
- Waldburg, Wolfgang Christoph Truchsess von (1643–1688), kurbrandenburgischer Generalmajor
- Waldeck, Georg Friedrich Graf (1620–1692), berühmter Feldherr und Staatsmann des 17. Jahrhunderts
- Waldersee, Alfred Graf (1832–1904), deutscher Generalfeldmarschall, Chef des Generalstabes
- Waldersee, Franz von (1835–1903), deutscher Vizeadmiral
- Waldersee, Franz von (1791–1873), preußischer General der Kavallerie
- Waldersee, Friedrich Graf von (1795–1864), preußischer Generalleutnant und Militärschriftsteller
- Waldersee, Georg von (1824–1870), preußischer Kommandeur
- Waldstein, Albrecht Wenzel Eusebius von, auch Wallenstein, (1583–1634), General im Dreißigjährigen Krieg
- Wallace, Lewis (1827–1905), General im Amerikanischen Bürgerkrieg und bekannter Schriftsteller (Ben Hur)
- Wallis, Michael Johann Graf von (1732–1798), österreichischer Feldmarschall und Hofkriegsratspräsident
- Wallmoden-Gimborn, Johann Ludwig Graf von (1736–1811), hannoverscher Feldmarschall
- Wallmoden-Gimborn, Ludwig Graf von (1769–1862), österreichischer General der Kavallerie
- Walter, Enno (1930–2024), deutscher Brigadegeneral des Heeres der Bundeswehr
- Walter, Helmut (1921–2005), deutscher Brigadegeneral des Heeres der Bundeswehr
- Walters, Vernon A. (1917–2002), amerikanischer Lieutenant General, stellvertretender Direktor der CIA, Botschafter der Vereinigten Staaten bei den Vereinten Nationen und in der Bundesrepublik Deutschland
- Walther von Walderstötten, Friedrich Wilhelm (1805–1889), königlich bayerischer General der Infanterie und Kartograf
- Wannowski, Pjotr Semjonowitsch (1822–1904), russischer General und Staatsmann
- Warburton, Adrian (1918–1944), Aufklärungspilot der Royal Air Force, abgeschossen
- Ward, Artemas (1727–1800), US-amerikanischer Generalmajor im Unabhängigkeitskrieg; erster Kongressabgeordneter für Massachusetts
- Ward, William E. (* 1949), US-amerikanischer General; SFOR-KommandeurM; stellvertretender Kommandeur US European Command
- Warlimont, Walter (1894–1976), General der Artillerie im Führungsstab der Wehrmacht, Stellvertreter Jodls
- Warnecke, Dieter (1956–2019), Brigadegeneral der Bundeswehr, militärischer Stellvertreter des Leiters des Einsatzführungsstabes des Bundesministeriums der Verteidigung
- Warren, Sir Charles GCMG, KCB, FRS (1840–1927), britischer Archäologe, General und Chef der Londoner Polizei
- Warren, Dr. Joseph (1741–1775), amerikanischer Chirurg und General; vermutlich der erste amerikanische Soldat, der im Unabhängigkeitskrieg fiel
- Wartensleben, Alexander Hermann Reichsgraf und Graf von (1650–1734), preußischer Generalfeldmarschall; Gouverneur von Berlin
- Wartensleben-Carow, Hermann Ludwig Wilhelm Graf (1826–1921), deutscher General der Kavallerie
- Washington, George (1732–1799), amerikanischer General im Unabhängigkeitskrieg und 1. Präsident der USA
- Wassilewski, Alexander Michailowitsch (1895–1977), sowjetischer General und Politiker; Marschall der Sowjetunion; Verteidigungsminister
- Wassiljew, Michail Petrowitsch (1857–1904), russischer Marineoffizier, gefallen vor Port Arthur
- Wauchope, Andrew Gilbert CMG CB (1846–1899), britischer General der Kolonialkriege; gefallen bei Magersfontein, Südafrika
- Wavell, Sir Archibald, 1. Earl Wavell, GCB, GCSI, GCIE, CMG, MC, PC (1883–1950), britischer Feldmarschall; während des Zweiten Weltkrieges Oberbefehlshaber der britischen Armee im Mittleren Osten; 1943 Vizekönig von Indien

- Wayne, Anthony, gen. Mad Anthony, (1745–1796), amerikanischer General im Unabhängigkeitskrieg

## We
- Weber, Christian Franz von (1785–1862), königlich bayerischer Generalleutnant und Hofmarschall
- Weber von Webenau, Viktor (1861–1932), General der österreich-ungarischen Armee im Ersten Weltkrieg; Vorsitzender der Waffenstillstandskommission mit Italien
- Wedemeyer, Albert Coady (1897–1989), US-amerikanischer General
- Weddigen, Otto (1882–1915), deutscher U-Boot-Kommandant im Ersten Weltkrieg
- Wedel, Carl Heinrich von (1712–1782), preußischer Generalleutnant und Kriegsminister
- Wedel, Karl Fürst von (1842–1919), Kavalleriegeneral
- Wegener, Edward (1904–1981), deutscher Konteradmiral und Seestratege
- Wegener, Wolfgang (1875–1956), deutscher Vizeadmiral und Seestratege
- Wehnelt, Herbert (1918–2007), deutscher Generalleutnant der Luftwaffe
- Weichs, Maximilian Reichsfreiherr von (1881–1954), deutscher Generalfeldmarschall des Zweiten Weltkrieges
- Weidling, Helmuth (1891–1955), deutscher General im Zweiten Weltkrieg
- Weiler, Günter (* 1951), deutscher Generalleutnant der Bundeswehr, Stellvertretender Inspekteur des Heeres
- Weisser, Ulrich (1938–2013), deutscher Vizeadmiral und Chef des Planungsstabes
- Welden, Ludwig Freiherr von (1782–1853), k.k. Feldzeugmeister
- Wellershoff, Dieter (1933–2005), Admiral, Generalinspekteur der Bundeswehr
- Wellesley, Lord Charles (1808–1858), britischer General und Politiker
- Wellington, Sir Arthur Valerian Wellesley, 8. Herzog von K.G. (* 1915), britischer Brigadegeneral
- Wellington, Arthur Wellesley, 1. Herzog von (1769–1852), britischer Feldmarschall und Staatsmann, Sieger über Napoleon
- Wellington, Arthur Wellesley, 2. Herzog von (1807–1884), britischer General
- Wellington, Henry Wellesley, 3. Herzog von (1846–1900), britischer Artillerieoffizier
- Welsh, Sir William Lawrie (1891–1962), britischer Flugpionier; Luftwaffengeneral im Zweiten Weltkrieg
- Wenck, Walther (1900–1982), General, Armeeführer im Zweiten Weltkrieg
- Werder, August Graf von (1808–1887), Kommandierender General 1870/71
- Werder, Bernhard von (1823–1907), General der Infanterie
- Werder, Hans von (1867–1923), Oberst
- Werner, Reinhold von (1825–1909), deutscher Admiral und Militärschriftsteller
- Werschinin, Konstantin Andrejewitsch (1900–1973), sowjetischer Luftwaffenoffizier; Generaloberst; Oberbefehlshaber der sowjetischen Luftstreitkräfte
- Werth, Johann von (1591–1652), Reitergeneral im Dreißigjährigen Krieg
- Westmoreland, William C. (1914–2005), US-General im Vietnamkrieg
- Westphal, Siegfried (1902–1982), deutscher General, Generalstabschef verschiedener Heeresgruppen
- Weygand, Maxime (1867–1965), französischer General, Oberbefehlshaber der Armee, Kriegsminister
- Weyler y Nicolau, Valeriano (1838–1930), spanischer General; Gouverneur Kubas
- Weymarn, Dr. Verena von (* 1943), Generalarzt und erste Frau im Generalsrang in der Bundeswehr

## Wh
- Wheeler, Earle G. (1908–1975), US-amerikanischer General der US Army, Chief of Staff of the Army und Vorsitzender der Joint Chiefs of Staff während des Vietnamkrieges
- White, George Stuart VC (1835–1912), britischer Feldmarschall, Oberbefehlshaber in Indien, Gouverneur von Gibraltar
- Whittle, Sir Frank KBE (1907–1996), britischer Luftwaffenoffizier, Pilot, Erfinder und Geschäftsmann; einer der Erfinder des Strahltriebwerks

## Wi
- Wilhelm I. (Deutsches Reich) (1861–1888), Kaiser des Deutschen Reiches von 1871 bis 1888
- Wilhelm II. (Deutsches Reich) (1859–1941), Kaiser des Deutschen Reiches von 1888 bis 1918
- Wichmann, Carl von (1860–1922), königlich preußischer Generalleutnant; Kommandeur der 56. Infanterie-Division.
- Wickede, Wilhelm von (1830–1895), Admiral
- Wieczorek, Paul (1885–1918), Teilnehmer der Novemberrevolution; Kommandeur der Volksmarinedivision; erschossen
- Wieker, Volker (* 1954), Generalleutnant der Bundeswehr, Kommandierender General des 1. Deutsch-Niederländischen Korps
- Wilberg, Helmuth (1880–1941), Luftwaffengeneral im Zweiten Weltkrieg; getötet bei einem Flugzeugabsturz
- Wilcke, Henning (1907–2002), deutscher Generalmajor der Luftwaffe der Bundeswehr
- Wilhelm, Josef (1921–2003), deutscher Generalmajor
- Wilhelm von Aquitanien (um 745–812), Feldherr Karls des Großen; später Mönch; Heiliger; Schutzpatron der Waffenschmiede
- Wilkes, Charles (1798–1877), US-amerikanischer Marineoffizier und Polarforscher; Admiral im Bürgerkrieg
- Wilkinson, James (1757–1825), US-amerikanischer General im Bürgerkrieg und im Krieg von 1812
- Wilkizki, Boris Andrejewitsch (1885–1961), russischer Marineoffizier und Hydrograph
- Wille, Ulrich (1848–1925), General der Schweizer Armee während des Ersten Weltkrieges
- Williams, William Fenwick (1800–1883), britischer General, Gouverneur von Gibraltar, verteidigte im Krimkrieg die Festung Kars
- Willich, August (1810–1878), Führer der Aufständischen während der Badischen Revolution; General der Nordstaaten im amerikanischen Sezessionskrieg
- Willisen, Friedrich Adolf Freiherr von (1798–1864), preußischer General der Kavallerie; Oberstallmeister; Gesandter am Heiligen Stuhl
- Willisen, Karl Wilhelm Freiherr von (1790–1879), preußischer General und Militärhistoriker
- Willmann, Helmut (* 1940), Generalleutnant des Heeres der Bundeswehr; Inspekteur des Heeres
- Wilson, Sir Henry Hughes Bart., GCB, DSO, (1864–1922), führender britischer General im Ersten Weltkrieg; Feldmarschall; Chef des Imperial General Staff; konservativer Politiker; ermordet
- Wilson, Sir Henry Maitland, 1. Baron Wilson of Libya, (1881–1964), britischer General im Zweiten Weltkrieg; Feldmarschall
- Wimpffen, Emanuel Félix de (1811–1884), französischer General; als Nachfolger des verwundeten Mac-Mahon Oberkommandierender bei Sedan
- Wimpffen, Felix, Freiherr von Wimpffen-Berneburg, (1744–1814), französischer General der Revolutionskriege
- Wimpffen, Maximilian Freiherr von (1770–1854), österreichischer Feldmarschall
- Winckler, Arnold von (1856–1937), deutscher General der Infanterie
- Windisch-Graetz, Alfred I. Fürst zu (1787–1862), österreichischer Feldmarschall
- Wingate, Francis Reginald (1861–1953), britischer Generalleutnant, Generalgouverneur des Anglo-Ägyptischen Sudan und Hochkommissar in Ägypten
- Wingate, Orde Charles (1903–1944), britischer Generalmajor
- Henri, William Gerard (1876–1952), niederländischer General
- Winterfeldt, Hans Karl von (1707–1757), preußischer General und enger Freund Friedrich des Großen
- Winterfeldt, Detloff von, deutscher General; Mitunterzeichner der Kapitulation im Waggon von Compiegne, 9. Nov. 1918
- Winterfeld, Hans von (1857–1914), General der Infanterie, zuletzt Gouverneur von Metz
- Winters, Richard (1918–2011), US-amerikanischer Offizier; Teilnehmer an der Operation Overlord 1944
- Wintzer, Carl (1860–1943), deutscher Generalmajor
- Wintzer, Heinrich (1892–1947), deutscher Generalleutnant
- Wintzingerode, Ferdinand Freiherr von (1770–1818), General in österreichischen und russischen Diensten
- Wittenberg, Arvid (1606–1657), Graf, schwedischer Feldmarschall
- Sayn-Wittgenstein-Berleburg, August Prinz (1788–1874), herzoglich nassauischer Generalleutnant; von Mai bis Dezember 1849 Reichskriegsminister
- Sayn-Wittgenstein-Berleburg, Emil Prinz (1824–1878), russischer General; Generaladjutant des Zaren; Sohn des vorigen
- Sayn-Wittgenstein-Sayn, Ludwig Adolph Peter Graf zu (1769–1843), Fürst von Sayn-Wittgenstein-Berleburg-Ludwigsburg; kaiserlich russischer Generalfeldmarschall, der „Retter von St. Petersburg“
- Wittich, Ludwig von (1818–1884), preußischer General
- Wittig, Iris (1928–1978), erste Militärpilotin der DDR
- Witting, Walter (1879–1947), Offizier des deutschen Heeres und der Reichswehr, Generalleutnant der Luftwaffe
- Wittmann, Michael (1914–1944), SS-Panzerkommandant
- Witzleben, Erwin von (1881–1944), deutscher Generalfeldmarschall und Widerständler; hingerichtet
- Witzleben, August von (1808–1880), deutscher Generalleutnant
- Witzleben, Job von (1783–1837), preußischer Generalleutnant und Kriegsminister

## Wl
- Wlassow, Andrei Andrejewitsch (1901–1946), russischer General, später Befehlshaber der mit Deutschland verbündeten Wlassow-Armee, hingerichtet

## Wo
- Wohlgemuth, Ludwig Freiherr von (1788–1851), österreichischer General
- Wöhler, Otto (1894–1987), General der Infanterie im Zweiten Weltkrieg
- Wolf, Erich (* 1949), seit 2002 Kommandant der österreichischen Luftstreitkräfte
- Wolf, Konrad (1925–1982), deutscher Filmregisseur, Offizier der sowjetischen Truppen, die 1945 Berlin einnahmen
- Ulrich Wolf (* 1947), deutscher Generalleutnant des Heeres der Bundeswehr
- Wolfe, James (1727–1759), britischer General bei der Eroberung Kanadas
- Wolff, Karl (1900–1984), SS-Obergruppenführer und Bevollmächtigter General der deutschen Wehrmacht in Italien
- Wolkogonow, Dimitri (1928–1995), sowjetischer General, Philosophieprofessor und Historiker
- Wolz, Alwin (1897–1978), deutscher Generalmajor; 1945 Kampfkommandant von Hamburg
- Wolzogen, Ludwig Freiherr von (1773–1845), königlich preußischer General der Infanterie; Bevollmächtigter bei der Militärkommission des Deutschen Bundes
- Wolseley, Sir Garnet Joseph, 1. Viscount Wolseley, (1833–1913), britischer Feldmarschall; kämpfte in verschiedenen britischen Kolonialkriegen; 1. britischer Hochkommissar Zyperns; Oberbefehlshaber der britischen Armee
- Wood, Sir Evelyn Henry VC, GCB, GCMG (1839–1919), britischer Feldmarschall; Sirdar der ägyptischen Armee; später Generalquartiermeister und Adjutant General der britischen Armee
- Woyrsch, Remus von (1847–1920), deutscher Generalfeldmarschall im Ersten Weltkrieg

## Wr
- Wrangel, Carl Gustav, Graf von Salmis, (1613–1676), schwedischer Heerführer und Staatsmann
- Wrangel, Fabian Graf von (1651–1737), kaiserlich-habsburgischer Feldmarschall
- Wrangel, Ferdinand Petrowitsch Baron von (1797–1870), russischer Admiral, Sibirienreisender, Weltumsegler und Geograph
- Wrangel, Friedrich Graf von, gen. „Papa Wrangel“, (1784–1877), deutscher Generalfeldmarschall, Oberbefehlshaber im Deutsch-Dänischen Krieg
- Wrangel, Hermann von (1587–1643), schwedischer Feldmarschall im Dreißigjährigen Krieg
- Wrangel, Pjotr Nikolajewitsch (1878–1928), baltendeutscher General; Führer der Weißen im Russischen Bürgerkrieg
- Wratislaw von Mittrowitz-Nettolitzky, Eugen Graf (1786–1867), österreichischer General
- Wrede, Karl Philipp Fürst von (1767–1838), bayrischer Feldmarschall in den Napoleonischen Kriegen

## Wu
- Wunderlich, Oskar (1846–1914), preußischer Offizier, zuletzt Generalleutnant
- Wurmser, Dagobert Sigmund Graf von (1724–1797), österreichischer Feldmarschall während der Koalitionskriege
- Württemberg, Herzog Albrecht von (1865–1939), Generalfeldmarschall, Heerführer im Ersten Weltkrieg
- Württemberg, August von (1813–1885), preußischer Generaloberst und Chef des Gardekorps
- Württemberg zu Neuenstadt, Ferdinand Wilhelm von (1695–1701), Heerführer und Generalfeldmarschall in dänischen, holländischen und polnisch-sächsischen Diensten
- Wust, Harald (1921–2010), deutscher Luftwaffengeneral; 1976–78 sechster Generalinspekteur der Bundeswehr

## Wy
- Wylich und Lottum, Heinrich Christoph Karl Hermann Graf von (1773–1830), preußischer Generalleutnant, Kommandant der Festung Torgau, Nachfolger Hardenbergs als Staatskanzler
- Wylich und Lottum, Philipp Karl von (1650–1719), preußischer Generalfeldmarschall